# 알렉산드르 보그다노프

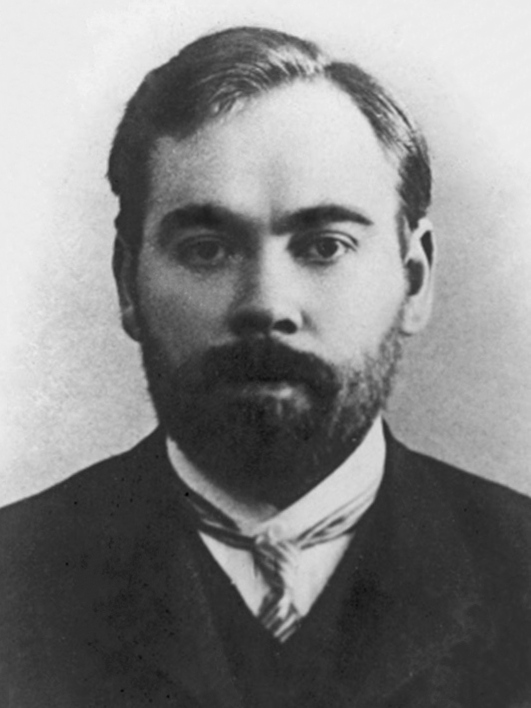

알렉산드르 알렉산드로비치 보그다노프(러시아어: Алекса́ндр Алекса́ндрович Богда́нов: 1873년 8월 22일[구력 8월 10일]-1928년 4월 7일)는 러시아의 의사, 철학자, 혁명가다. 가장 저명한 러시아 마흐주의자였다.
보그다노프는 러시아 사회민주노동당과 그 분파인 볼셰비키(다수파)의 초기 역사에서 주요 인물이었다. 1903년 볼셰비키와 멘셰비키(소수파)가 갈라질 때 보그다노프는 볼셰비키의 공동설립자 격이었으나, 볼셰비키 내부에서 블라디미르 레닌과 경쟁한 끝에 1909년 축출되어 브페료드(전진파)라는 별개 정파를 만들었다. 1917년 러시아 혁명 이후 1920년대에 이르기까지 보그다노프는 극좌 입장에서 레닌주의 볼셰비키 정부에 대한 영향력 있는 반대파로 남았다.
의사 출신인 보그다노프는 과학 및 의학에 관심이 많아 모든 사회과학 및 자연과학을 통합하는 테크톨로지라는 자신만의 철학체계를 만들었다. 보그다노프의 테크톨로지는 시스템 이론 및 통합과학의 선구적 존재로 여겨진다. 또한 그는 수혈을 통해 회춘을 할 수 있다는 이론에 관심을 가졌고, 자기 몸에 몸소 실험을 하다 결핵에 감염되어 사망했다.